# La Tranche-sur-Mer
La Tranche-sur-Mer – miejscowość i gmina we Francji, w regionie Kraj Loary, w departamencie Wandea.
Według danych na rok 1990 gminę zamieszkiwało 2065 osób, a gęstość zaludnienia wynosiła 117 osób/km² (wśród 1504 gmin Kraju Loary La Tranche-sur-Mer plasuje się na 285. miejscu pod względem liczby ludności, natomiast pod względem powierzchni na miejscu 660.).